# Міхельснойкірхен
Міхельснойкірхен (нім. Michelsneukirchen) — громада в Німеччині, розташована в землі Баварія. Підпорядковується адміністративному округу Верхній Пфальц. Входить до складу району Кам. Складова частина об'єднання громад Фалькенштайн.
Площа — 32,86 км2. Населення становить 1718 ос. (станом на 31 грудня 2020).

## Галерея

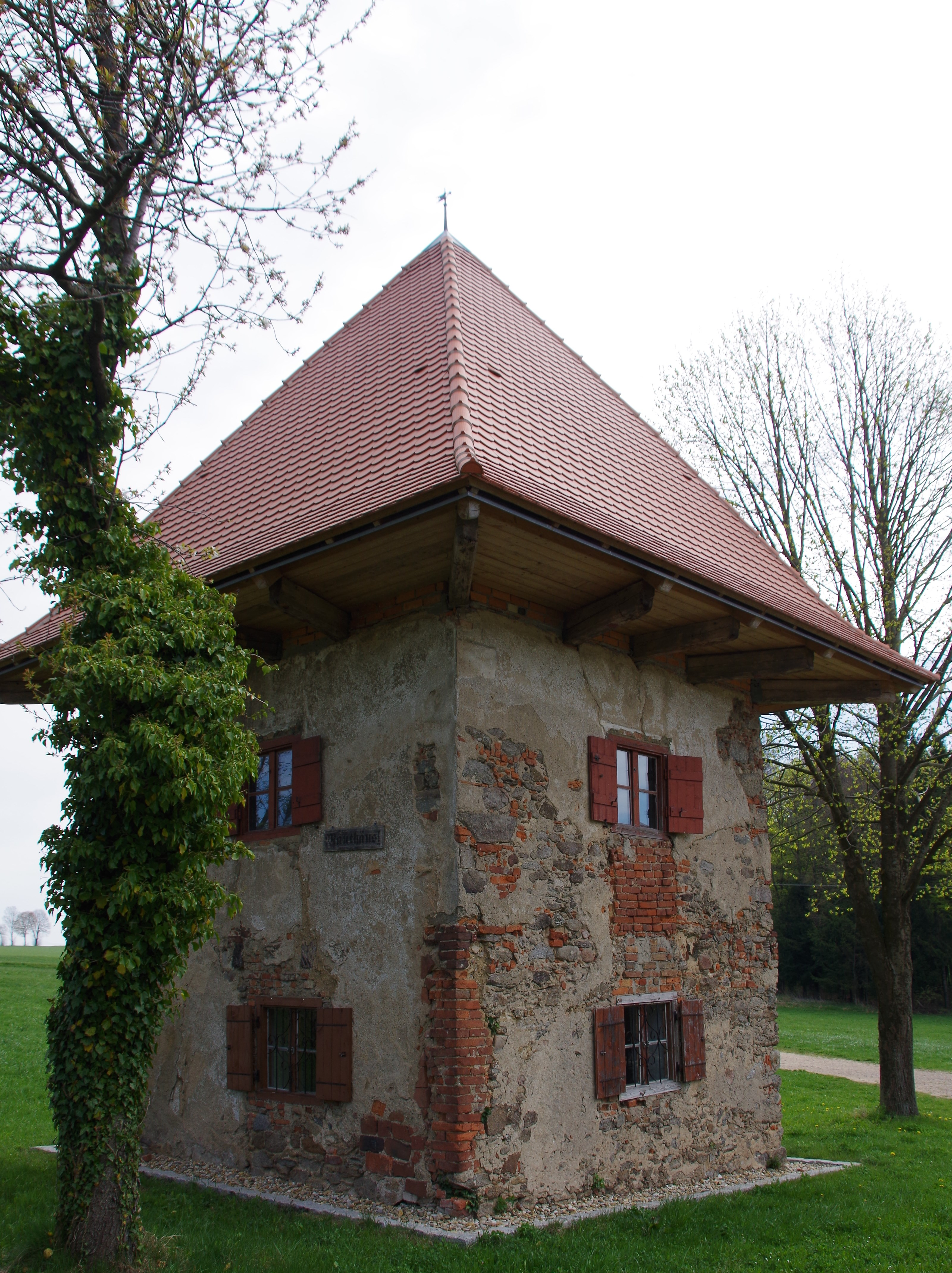